# Aethopyga gouldiae
Beija-flor-de-gould ou nectarínia-de-barrete-roxo (Aethopyga gouldiae) é uma espécie de ave da família Nectariniidae.
Pode ser encontrada nos seguintes países: Bangladesh, Butão, China, Hong Kong, Índia, Laos, Myanmar, Nepal, Tailândia e Vietname.
Os seus habitats naturais são: florestas temperadas e regiões subtropicais ou tropicais húmidas de alta altitude.